# 陈秋林
陈秋林（1975年—），女，1975年出生于中国湖北省宜昌市，现居成都，中国当代新媒体艺术家。
其代表作品有《……系列》《别赋》《最后的玫瑰》《豆腐百家姓》《空的城》等，专注于运用多种媒介推进创作，并对消费主义、女性主义、自然问题等社会议题提出全新的观点和态度。

## 履历

### 艺术经历
陈秋林于1975年出生于中国大陆湖北省宜昌市，在重庆市万县长大。1995年离开万县求学，2000年毕业于四川美术学院版画系。现工作、生活于成都。受成都一批当代艺术家的影响，陈秋林踏上了新媒体艺术创作之路。2007年3月-9月，在美国纽约亚洲文化协会（ACC）进行交流。2009年3月-9月，在法国尼斯阿尔松别墅国立高等艺术学院进行交换。

### 家庭
陈秋林的祖父曾经在长江运输公司工作，父亲是家里的独子。工作后，父母随她移居成都。

## 艺术成就

### 获奖经历
- 2005年：第一届蒙彼利埃中国当代艺术双年展 最佳新人奖
- 2006年：纽约亚洲文化协会（ACC）奖助金 中国受奖人
- 2008年：JP摩根世界女性论坛首届亚洲大会 新星提名
- 2010年：第四届AAC艺术中国年度影响力2009 年度青年艺术家提名奖、“改造历史”学术大奖 提名奖
- 2017年：巴塞罗那路普影像艺术博览会 获奖

### 公共收藏
| 收藏机构                                | 地点           |
| --------------------------------------- | -------------- |
| 阿斯楚普费恩利现代艺术博物馆            | 挪威奥斯陆     |
| T-BA21 (提森-博纳米萨当代艺术基金会)    | 奥地利维也纳   |
| 桑德拉-吉尔曼与切尔索-冈萨雷斯-法拉收藏 | 美国纽约       |
| 博恩基金会                              | 美国纽约       |
| 丹佛美术馆                              | 美国丹佛       |
| 洛根收藏                                | 美国丹佛       |
| 哈默博物馆                              | 美国洛杉矶     |
| 伍斯特艺术博物馆                        | 美国伍斯特     |
| 昆士兰美术馆 \| 现代艺术画廊（OAGOMA）  | 澳大利亚昆士兰 |
| 加拿大皇家银行                          | 加拿大蒙特利尔 |
| DSL收藏                                 | 法国巴黎       |
| 今日美术馆                              | 中国北京       |
| 中央美术学院美术馆                      | 中国北京       |
| A4美术馆                                | 中国成都       |
| 清华大学艺术博物馆                      | 中国北京       |
| 四川美术学院美术馆                      | 中国重庆       |

## 艺术成果[7][8]

### 著名作品

#### 别赋
《别赋》是陈秋林在2002年使用家用摄影机拍摄的有关三峡大坝工作期间万县演变的影像作品，长11分钟。该作品描绘了正在拆建的三峡区域的五个景点，以及当地居民受三峡拆建工程影响生活方式和状态的改变。在影像背景音乐的处理上，作品混合了现场环境音、传统京剧以及循环的电子音乐等多种声音效果，构成了一种脱去人类语言的自然声效。整部作品反映了陈秋林在现实主义以及新中国工业化的思考，表达了“一种悲壮的离别情绪”，呼唤传承、保留而不是遗忘传统文化。

#### 一天
“一天”是陈秋林在2014-2016年间完成的项目，曾在西安OCAT、成都千高原艺术空间等展出。该项目中的作品是艺术家对贵州省东南部偏远山区女性生活的考察成果，使用的媒介包括录像、装置和摄影等。陈秋林提到，该作品的灵感来源于左靖的《茅贡计划》项目，她欣赏贵州黎平茅贡乡北部地扪村展现的“生活最本身的样子”。在“一天”中，装置和录像以床为主体，以当地女性为主角，对当地女性的生存现实进行了写照。

#### 薄荷
“薄荷”是陈秋林的个人艺术项目，2018年在中国成都的麓湖·A4美术馆进行展出。这一作品灵感来源于30年前一张她与武术队老同学的合影。作品以“薄荷”作为记忆的线索，结合船、肖像、故乡等元素，运用包括摄影、录像、现场表演等多种媒介进行展示。展览开幕当天，40余人参与了“肢体表演”形式的展示。“薄荷”是一个关于寻找的作品，讨论了个人记忆在中国城市化进程下的迁移、记忆锚点的寻找和变化等问题。

#### 溺
《溺》是陈秋林与舞蹈艺术家郑媛芫和声音艺术家陈弘礼合作，因新冠疫情以来的集体情绪激化而创作的系列行为表演摄影作品，2021-2022年在陈秋林个人展览“陈秋林——弱水”中于成都千高原艺术空间展出。这一作品中，陈秋林选择豆腐作为媒介，捕捉其脆弱、敏感、易腐、包容等等物质属性和感官特征表现被彻底激化的情绪缠斗、吞噬的感受，这是她首次尝试这种集体性创作。